# ماشاءالله ابن اثری
ماشاءالله ابن اثری یهودی (۷۴۰ – ۸۱۵ میلادی)، ستاره‌شناس و ریاضی‌دان ایرانی یهودی زادهٔ بصره بود. او اصالتا اهل خراسان بود. او در دوران خلافت خلفای عباسی، منصور و مأمون، در بصره (در عراق امروزی) زندگی می‌کرد و از جمله کسانی بود که طالع‌بینی و نجوم را به بغداد معرفی کرد. ابن ندیم، کتاب‌شناس، ماشاءالله را «به عنوان فردی پرهیزگار و در زمان خود، پیشرو در علم فقه، یعنی علم احکام ستارگان» توصیف کرده است. ماشاءالله به عنوان یک ستاره‌شناس درباری برای خلافت عباسی خدمت می‌کرد و آثاری در زمینه طالع‌بینی به زبان عربی نوشت. برخی از ترجمه‌های لاتین او باقی مانده است. وی از اعضای دارالحکمه و از دانشمندان نهضت ترجمه بود. دهانهٔ ماسالا در ماه به نام اوست.
وی از نخستین کسانی است که رساله‌ای در مورد ساخت و کاربرد اسطرلاب نوشت که منبع جفری چاوسر برای رساله اسطرلاب خودش شد.

## آثار
کتاب الموالید الکبیر
الواحد والعشرین فی قرانات والأدیان والملل

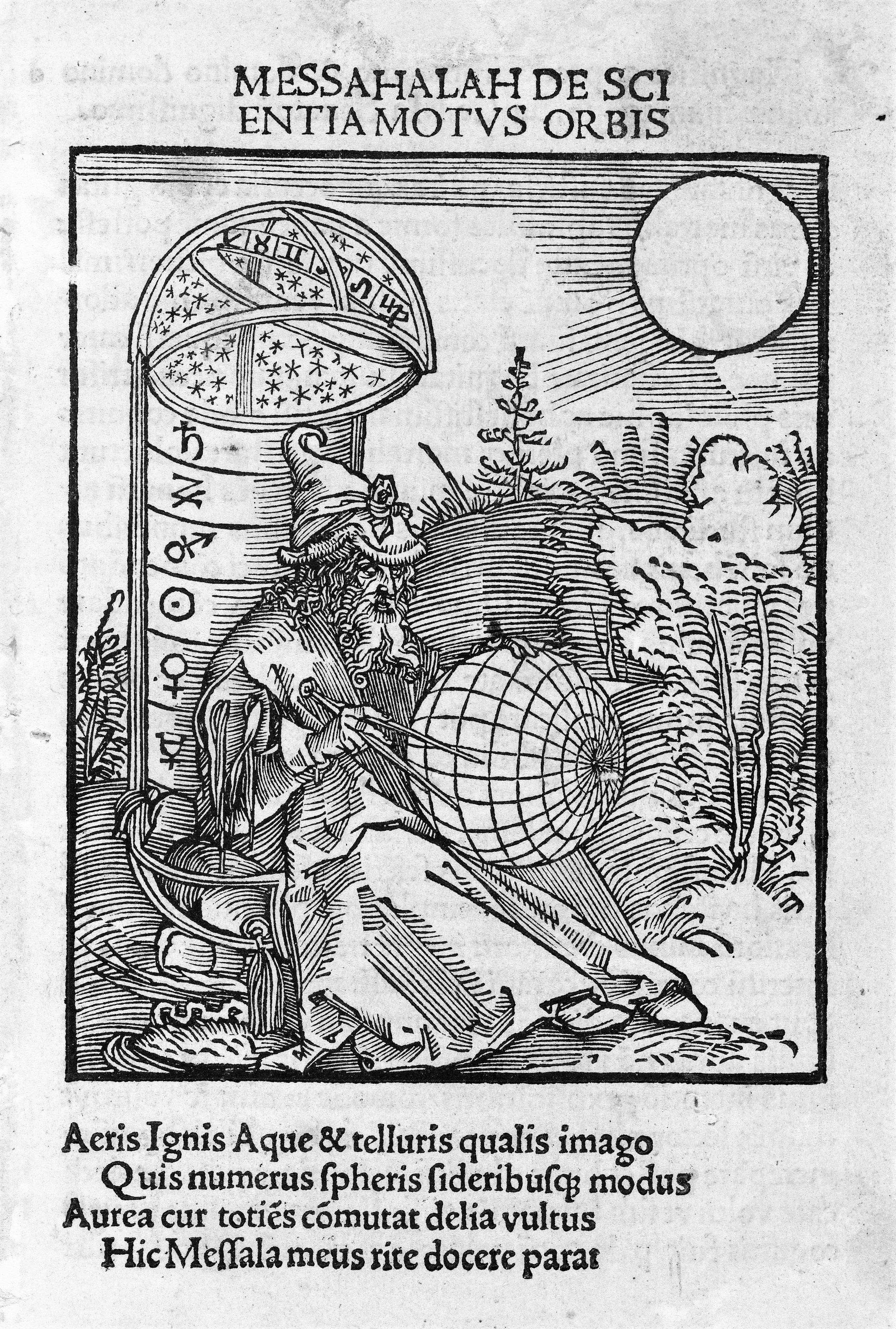
حکاکی و طراحی اثر طراح آلمانی آلبرشت دورر از ماشاءالله بن اثری ستاره‌شناس ایرانی سده ۸ (میلادی) و با عنوان صفحه «جهان در جریان» که به سال ۱۵۰۴ (میلادی) ترسیم شده‌است. این تصویر همانند بسیاری از طراحی‌های سده‌های میانه نمایانگر یک پرگار است. پرگار در دنیای دانش، نمادی برای صفت آفرینندگی گیتی به وسیله ایزد بوده‌است. در بالای تصویر نام «ماشاالله» با عنوان آلمانی MESSAHALAH نوشته شده‌است.

مطرح الشعاع) (المعانی
صنعة الإسطرلابات والعمل بها
ذات الحلق
الأمطار والریاح
السهمین
ابتداء الأعمال
علی دفع التدبیر
فی المسائل
شهادات الکواکب
الحدوث
تسییر النیرین وما یدلان علیه
السلطان
السفر
الأسعار
الموالید
تحویل سنی الموالید
الدول والملل
الحکم علی الاجتماعات والاستقبالات
المرضی

الصور والحکم علیها